# والدمار ماتیسیک
والدمار ماتیسیک (لهستانی: Waldemar Matysik؛ زادهٔ ۲۷ سپتامبر ۱۹۶۱) بازیکن فوتبال اهل لهستان بود.
از باشگاه‌هایی که در آن بازی کرده‌است می‌توان به باشگاه فوتبال اوسر، باشگاه فوتبال گورنیک زابژه، باشگاه فوتبال روت‌وایس اسن، و باشگاه فوتبال هامبورگ اشاره کرد.
وی همچنین در تیم ملی فوتبال لهستان بازی کرده‌است.